# Aston Martin DB9
De Aston Martin DB9 is een 2+2 GT van de Britse autobouwer Aston Martin. De wagen werd voor het eerst aan het publiek getoond op het autosalon van Frankfurt in 2003 en is te verkrijgen als coupé of cabriolet als de DB9 Volante.
De DB9 volgt de DB7 op en bouwt qua design voort op de Vanquish. Ian Callum zorgde voor het ontwerp en een gelijkaardige radiator vooraan met luchthappers onderaan zijn terug te vinden in de DB9. Later werd het ontwerp nog wat bijgeschaafd door Henrik Fisker.
Voor het bouwen van de DB9 werd een nieuw platform ontwikkeld, het VH Platform (vertical/horizontal platform), wat gebruikt wordt voor alle nieuwe Aston Martin modellen. De wagen heeft een aluminium frame en ook in de carrosserie werd aluminium gebruikt. Het droog gewicht komt hiermee op ongeveer 1710 kg.
De motor is een zesliter V12 die zorgt voor 455 pk. De DB9 heeft achterwielaandrijving en de motor is vooraan geplaatst. Het schakelen kan met twee peddels achter het stuur, of met een traditionele zesbak.
In 2004 werd op het autosalon van Detroit een cabriolet versie van de DB9 voorgesteld. De cabrio kreeg de naam DB9 Volante. Henrik Fisker zorgde opnieuw voor het ontwerp. In 2004 presenteerde Aston Martin ook de circuitversie, de DBR9. Daarmee zou het automerk definitief terugkeren in de racerij, en in totaal met drie raceteams meedoen aan de Le Mans van 2005 en 2006. Begin 2006 lanceerde Aston Martin de DBRS9, een afgeslankte, goedkopere versie van de DBR9. Deze wagen is gebouwd volgens de FIA GT3-reglementen.
Na 12 jaar eindigde de productie in 2016 en werd de DB9 vervangen door de DB11.

## Cijfers
- Motor: 5935 cc V12
- Maximaal vermogen: 335 kW (455 pk) bij 6000 tpm
- Maximaal koppel: 570 Nm bij 5000 tpm
- Lengte: 4697 mm
- Breedte: 1875 mm
- Hoogte: 1318 mm
- Gewicht: 1710 kg

### Prestaties
- Topsnelheid: 306 km/u
- 0–100 km/u: 4,8 s (manuele versnellingsbak)